# Jean-André Léger
Jean-André Léger, né le 16 août 1893 à Saint-Michel (Charente) et mort guillotiné le 21 août 1942 à Cologne (Rhénanie-du-Nord–Westphalie), est un homme de lettres, membre de l'Action française et résistant français.

## Jeunesse
Jean-André Léger fait ses premières études au Collège Saint-Paul à Angoulême puis au Collège Stanislas. Il obtient une licence en droit.

## Durant la Grande Guerre
Lors de la Première Guerre mondiale, il est mobilisé au 160e régiment d'infanterie en août 1914. À la suite d'une première blessure au cou à Carency, il est promu sous-lieutenant au 1e régiment mixte de zouaves et tirailleurs et participe à la bataille de Verdun. En 1917, Jean-André Léger est touché aux reins ce qui le contraint d'être immobilisé plusieurs mois. En juillet 1918, il retourne au front et prend part à l'offensive de Villers-Cotterets. Jean-André Léger est cité trois fois et obtient la Croix de guerre 1914-1918 et la Légion d’Honneur le 2 février 1929.

## Entre-deux-guerres
Durant l'entre-deux-guerres, il devient secrétaire particulier de Jacques Bainville, historien d'Action française et académicien français. Comme lui, il étudie le germanisme et alerte sur la résurgence d'un nouveau conflit armé avec l'Allemagne.

## Résistance
Au début de la Seconde Guerre mondiale, il est mobilisé au 143e régiment d’infanterie.

« On était préparé, redressé, le 24 septembre 1939 ; on avait mis les bouchées doubles, fer et âme. Trop tard... Trop tard... Châtiment de la politique endormie. Il faudra payer au centuple le prix de la délivrance. »

En 1940, il est fait prisonnier puis transféré dans un hôpital à Épinal pour raison médicale d'où il est réformé. Lors du retour à la vie civile, il prend ses distances avec l'Action française réfugiée à Lyon et le pétainisme de Charles Maurras.
Jean-André Léger rejoint ensuite le Réseau de résistance Uranus-Espoir français de Metz. Le 11 novembre 1941, il est arrêté par la Gestapo sur dénonciation et incarcéré à la prison de Fresnes. Le 28 avril 1942, il est condamné à mort pour « espionnage, action en faveur de l’ennemi » mais il fait appel et sa peine est commuée en travaux forcés à perpétuité. Il est conduit au camp de Reinbach le 18 mai 1942 et enfin à Cologne à la prison de Klingelpütz. Finalement, il est guillotiné le 21 août 1942 avec Paul Simmiger, Roger Mannheim et le docteur Bricka.
Le 28 novembre 1945, le secrétariat des anciens combattants lui accorde la mention « Mort pour la France ».

## Ouvrages
- Le Germanisme et la France contemporaine, Plon, date inconnue.
- L'Heure classique de la France et le Conseil de Bainville, Durasié et Cie, 1935.

## Distinctions
- Croix de guerre 1914–1918
- Chevalier de la Légion d'honneur
- Médaille de la Résistance française